# Aphoebantus catulus
Aphoebantus catulus är en tvåvingeart som beskrevs av Daniel William Coquillett 1894. Aphoebantus catulus ingår i släktet Aphoebantus och familjen svävflugor.
Artens utbredningsområde är Kalifornien. Inga underarter finns listade i Catalogue of Life.